# Lovetch (obchtina)
Lovetch (bulgare : Ловеч) est une obchtina de l'oblast de Lovetch en Bulgarie.